# Вилтшир
Вилтшир (енгл. Wiltshire, раније познат као County of Wilts) је традиционална грофовија у југозападном региону Енглеске. Грофовија се граничи са грофовијама: Дорсет, Самерсет, Хемпшир, Глостершир, Оксфордшир и Беркшир. Историјски главни град је Вилтон, али је од 2009. седиште управе у граду Троубриџ.
За Вилтшир су карактеристична брда креде и широке долине. Око две трећине пошвршина су сеоског типа. У долини Солсберија налазе се преисторијски камени кругови Стоунхенџа и Ејберија, а ту је и главни полигон за обуку британске армије (на Британским острвима). Град Солсбери познат је по својој средњовековној катедрали.

## Администрација
Грофовија је подељена на 2 управне јединице: Свиндон и Вилтшир.